# Балка Прусакова
Балка Прусакова — балка (річка) в Україні у Єланецькому й Новоодеському районах Миколаївської області. Права притока річки Громорклії (басейн Південного Бугу).

## Опис
Довжина балки приблизно 18,32 км, найкоротша відстань між витоком і гирлом — 11,67 км, коефіцієнт звивистості річки — 1,57 . Формується декількома балками та загатами. На деяких ділянках балка пересихає.

## Розташування
Бере початок на південно-східній стороні від села Калинівки. Тече переважно на південний схід через село Новомиколаївку та через Єланецький степ і на північно-західній околиці села Антонівки впадає в річку Громоклію, праву притоку річки Інгулу.

## Цікаві факти
- Біля гирла балку перетинає автошлях Н14[3] (автомобільний шлях національного значення України. Проходить територією Кіровоградської та Миколаївської областей.).
- У XX столітті на балці існувли вівце, - птице-тваринні ферми (ВТФ, ПТФ), газгольдер та декілька газових свердловин[2], а у XIX столітті — декілька скотних дворів[1].